# Capoeta barroisi
Capoeta barroisi är en fiskart som beskrevs av Lortet, 1894. Capoeta barroisi ingår i släktet Capoeta och familjen karpfiskar. Inga underarter finns listade.